# Прва посланица Солуњанима
Сматра се, да је ово прва Павлова посланица, написана 52. године и колико је до сада познато, то је најстарији постојећи хришћански писани докуменат из Новог завета (Еванђеља су написана десетак година после). У раним хришћанским списима веровало се, да је ову посланицу Павле написао у Атини, када се Тимотеј вратио из Македоније с вестима о хришћанима у Солуну. Савремени теолози, сматрају да је Павле посланицу написао у Коринту. Посланица открива методе Павловог Апостолства када се наметнула потреба за Посланицама, које тумаче апостолску проповед и тако и у одсуству мисионара утврђују младе хришћанске заједнице.